# West-Syndrom
Das West-Syndrom ist eine nach seinem Erstbeschreiber William James West benannte Form seltener und schwer zu behandelnder generalisierter maligner Epilepsie, die dieser bei seinem Sohn James Edwin West beobachtet hatte. Sie ist altersgebunden, tritt bei Säuglingen in der Regel in der Zeit zwischen dem dritten und zwölften Monat nach der Geburt erstmals auf und erreicht den Manifestationsgipfel durchschnittlich im fünften Monat. Die Ursachen können vielfältig sein (Polyätiologie); häufig liegen dem Syndrom organische Hirnschäden oder Auswirkungen von Erkrankungen des Gehirns zugrunde, die entweder vorgeburtlich (pränatal), während der Geburt (perinatal) oder nachgeburtlich (postnatal) entstanden sind. Die auffällige Altersgebundenheit des Syndroms lässt darauf schließen, dass dem Reifungszustand des Gehirns für die Entwicklung dieser Epilepsieform eine wesentliche Bedeutung zukommt.
Als Synonyme für den Ausdruck West-Syndrom werden die Begriffe maligne Säuglingsepilepsie, infantile Spasmen, Propulsiv-Petit-mal und im deutschsprachigen Raum BNS-Epilepsie als Abkürzung für Blitz-Nick-Salaam-Epilepsie verwendet.

## Häufigkeit
Die allgemeine Auftrittswahrscheinlichkeit (Prävalenz) liegt bei etwa 1:4000 bis 1:6000, statistisch gesehen sind Jungen im Verhältnis von etwa 3:2 häufiger vom West-Syndrom betroffen als Mädchen (Androtropie). Bei etwa 9 von 10 der erkrankten Kinder treten die Anfälle erstmals in der Zeitspanne vom dritten bis zum zwölften Monat nach der Geburt auf. In selteneren Fällen setzen die Anfälle in den ersten beiden Monaten oder im Verlauf des zweiten bis vierten Lebensjahres ein. In etwa einem von 20 Fällen von Epilepsie im frühen Kindesalter kann die Diagnose eines West-Syndroms gestellt werden.

## Ursachen
Welche biochemischen Mechanismen zum Auftreten eines West-Syndroms führen, ist bislang nicht bekannt. Vermutet wird eine Störung der Neurotransmitterfunktion (Regulationsstörung des GABA-Stoffwechsels). Eine andere Möglichkeit, die erforscht wird, ist eine Überproduktion des Corticotropin Releasing Hormones. Beide Hypothesen, denkbar wäre auch ein multifaktorielles Zusammenspiel, werden gestützt durch die Wirkungsweise verschiedener Medikamente, die zur Behandlung des West-Syndroms eingesetzt werden.
Die Altersbindung beim West-Syndrom weist darauf hin, dass der Reifungszustand des Gehirns der Kinder zum Zeitpunkt der Schädigung für die Entstehung der Epilepsie offenbar von besonderer Bedeutung ist: Im noch sehr unreifen Gehirn von Kindern dieser Altersstufe ist die Myelinisierung noch nicht abgeschlossen. Das durch eine Schädigung belastete Gehirn kann mit der Entwicklung eines West-Syndroms reagieren. Welcher Art die vorliegende Schädigung ist, kann als eher zweitrangig angesehen werden; die Streubreite der möglichen Ursachen ist sehr groß:
- Bei etwa zwei Drittel der Kinder ist eine tief greifende hirnorganische Störung nachweisbar. Am häufigsten sind dabei Entwicklungsstörungen der Großhirnrinde (kortikale Dysplasien), ebenso z. B. Mikrozephalie, Hirnatrophie, Lissenzephalie (Agyrie oder Pachygyrie), Aicardi-Syndrom, Fehlbildungen von Blutgefäßen (vaskuläre Malformationen) und allgemein degenerative Hirnerkrankungen. Fehlbildungen an Zentralnervensystem und Haut (Phakomatosen z. B. tuberöse Sklerose/Bourneville-Syndrom) sind ebenfalls gehäuft bei Kindern mit West-Syndrom festzustellen.
- Auch das Vorliegen oder die Folgen einer Gehirnentzündung, bakterieller Meningitis, neurometabolischer Erkrankungen, angeborene Infektionen (z. B. Cytomegalie), Hypoglykämie oder ähnlicher Erkrankungen können zum Auftreten des West-Syndroms führen.
- Des Weiteren werden in der Literatur als Ursache vermehrt Hirnschäden durch z. B. Asphyxie oder Hypoxie (Sauerstoffmangel unter der Geburt, hypoxisch-ischämische Enzephalopathie), periventrikuläre Leukomalazie, Hirnblutungen, Schlaganfall oder Schädel-Hirn-Traumata verschiedener Art, sowie Schädigungen des Gehirns durch Frühgeburtlichkeit genannt.
- Es sind Fälle bekannt, in denen die Krämpfe als Reaktion auf Giftstoffe (Noxen) und als mögliche Nebenwirkung erstmals nach einer Kombinationsimpfung (Mehrfachimpfung) gegen Masern, Mumps und Röteln oder gegen Tetanus, Pertussis, Diphtherie, Poliomyelitis, Hepatitis B und Haemophilus influenzae b-Infektionen auftraten. Jedoch ist die Herstellung eines Zusammenhangs zwischen Impfung und West-Syndrom schwierig, da vielfach die Impfung in die Zeit fällt, in der die Anfälle auch sonst typischerweise erstmals auffällig werden. Das Sozialgericht München hat mit Urteil vom 13. Dezember 2015 ein West-Syndrom nach Impfung mit einem Kombinationsimpfstoff als Impfschaden anerkannt. Hier hatte Fieber nach einer 6-fach Impfung eine leichte Hirnhautentzündung verursacht. Diese hat dann zur Ausprägung im Sinne eines West-Syndroms geführt.[2]

Lässt sich eine Ursache nachweisen, spricht man von einem symptomatischen West-Syndrom, da die Anfälle als Begleiterscheinung oder Merkmal (Symptom) einer anderen Besonderheit auftreten.
Von einem kryptogenen West-Syndrom spricht man gelegentlich, wenn ein symptomatisches West-Syndrom zu vermuten, nicht aber nachgewiesen ist. Bei etwa 20 % der Kinder lässt sich keine Ursache für die Krämpfe finden. Sie zeigen bis zum Auftreten der Anfälle in der Regel eine altersentsprechend regelgerechte Entwicklung. Der Nachweis einer auslösenden Ursache für die Krämpfe gelingt nicht. Die Anfälle setzen nach dem dritten Monat ein und gehen nur selten in andere Anfallstypen über.
In etwa 15 % der Fälle bekommen innerhalb der Familie mehrere Kinder das West-Syndrom. In diesem Fall spricht man von einem idiopathischen West-Syndrom, bei dem genetische und mitunter erbliche Einflüsse eine Rolle spielen. Es sind Fälle bekannt, in denen das West-Syndrom in aufeinander folgenden Generationen bei Jungen auftrat; es handelt sich dabei um einen x-chromosomalen Erbgang eines Homöobox-Gens.

## Erscheinungsbild
Die epileptischen Anfälle, die bei Säuglingen mit West-Syndrom beobachtet werden können, lassen sich in drei Anfallsformen gliedern, deren Semiologie den Krämpfen das Synonym BNS-Epilepsie eingebracht haben.
Meist gleichzeitig, zum Teil jedoch auch unabhängig voneinander, tritt beim floriden West-Syndrom in typischer Form folgende Trias von Anfallstypen auf, die bei Kindern in der Rückenlage besonders deutlich auffällt:
- Blitz-Anfälle (B): Plötzlich (blitzartig) auftretende heftige myoklonische Zuckungen des gesamten Körpers oder einzelner Körperteile in Sekundenbruchteilen, wobei in der Regel insbesondere die Beugung der Beine auffällig ist (Beugemuster sind hier generell häufiger als Streckmuster).
- Nick-Anfälle (N): Zuckungen der Nacken- und Halsmuskulatur, wobei das Kinn ruckartig in Richtung Brust gebeugt oder der Kopf eingezogen wird (nicken).
- Salaam-Anfälle (S): Schnelle Beugung des Kopfes und des Rumpfes nach vorne und gleichzeitiges meist symmetrisches Hochwerfen und Beugen der Arme mit teilweisem Zusammenführen der Hände vor der Brust oder Ruderbewegungen. Würde man sich diesen Vorgang verlangsamt vorstellen, ähneln die Bewegungen dem morgenländisch-orientalischen Friedensgruß (Salaam), was diesem Anfallstyp den Namen eingebracht hat.

Die Anfälle treten unabhängig von äußeren Reizen auf und können häufig kurz nach dem Aufwachen oder kurz vor dem Einschlafen bei den Kindern beobachtet werden. Sie können jedoch auch zu anderen Zeiten auftreten und z. B. auch im Schlaf beginnen und zum Aufwachen führen. Beim klassischen Verlauf treten anfangs vereinzelte eher schwache Verkrampfungen auf und später dann Serien (Cluster) von bis zu 150 Anfällen, wobei die Intervalle zwischen den Krämpfen jeweils weniger als 60 Sekunden betragen.
Manchmal sind abgeschwächte Anfallstypen zu beobachten, die (zunächst) nicht dem klassischen Bild eines BNS-Anfalls entsprechen (z. B. gesondertes Augenverdrehen, Kopfdrehungen, einseitige Extremitätenbewegungen) oder die mit anderen Anfallsformen (z. B. Grand-Mal-Anfällen) einhergehen. Die Krämpfe beim West-Syndrom können auch beim einzelnen Kind hinsichtlich ihrer Intensität und Länge sehr variabel sein. Das Spektrum reicht von unscheinbaren Zuckungen bis hin zu ausladenden Bewegungsfolgen, die den gesamten Körper betreffen. Die Dauer beträgt zwischen wenigen Sekunden und mehreren Minuten, manchmal entwickelt sich ein Status epilepticus.
Etwa 3 von 10 Kindern mit West-Syndrom haben eine zusätzliche konstitutionelle Anfallsbereitschaft.
Obgleich die Anfälle nicht mit Schmerzen verbunden sind und das Bewusstsein vermutlich erhalten bleibt, weinen die Kinder häufig während der Anfälle oder oft auch danach, da sie sehr anstrengend sind. Da diese Form der Epilepsie selten und daher wenig bekannt ist, werden die BNS-Anfälle von vielen Eltern zunächst als Schreckreaktion, als Moro-Reflex (Umklammerungs-Reflex) oder als Blähungen und Bauchschmerzen (Koliken) gedeutet; letzteres insbesondere auch aufgrund des Weinens der Kinder. Oft holen sie erst dann ärztlichen Rat ein, wenn die Anfälle ihres Kindes in Serien auftreten und das unübliche Bewegungsmuster dadurch deutlich wird. Die Aufzeichnung der Anfälle auf Video oder das Anfertigen von Fotos kann die mündliche Beschreibung der Auffälligkeiten unterstützen und dem konsultierten Arzt bei der Analyse der Anfälle hilfreich sein.
Sonstige Merkmale, die auffallend häufig bei Kindern mit West-Syndrom beobachtet werden können (oft auch schon bevor die Anfälle einsetzen), sind z. B.:
- bei 9 von 10 Kindern: allgemeine psychomotorische Entwicklungsverzögerung (ggf. Rückschritte oder Stillstände in der bereits erfolgten Entwicklung)
- gestörte Kontaktaufnahmefähigkeit, oft mit gestörtem Blickkontakt, Verlernen des (sozialen) Lachens
- unübliche Augenbewegungen (häufig: Abweichung der Augenachse mit kurzen Blicken nach oben, Augenzittern)
- Schwerhörigkeit (keine üblichen Reaktionen auf Geräusche und Ansprache)
- Muskelhypotonie (Verringerung der Muskelspannung; oft erkennbar daran, dass die Kinder ihren Kopf nicht altersentsprechend halten können)
- Grimassieren (teils mit unüblichem Schmatzen oder Gähnen)
- Stimmungsschwankungen, Nachlassen der Vigilanz bis hin zur Apathie einerseits und zeitweise besondere Unruhe andererseits
- weiße Flecken auf der Haut

Nicht alle Merkmale kommen bei allen Kindern vor oder sind in gleich starker Ausprägung nachweisbar. Relevant sind hier nicht nur die Ursache der Krämpfe und die Krämpfe selbst, sondern auch eventuelle (Neben-)Wirkungen therapeutischer Intervention durch Medikamente.

## Auswirkungen
Obwohl die Anfälle aufgrund ihrer Kürze und Unscheinbarkeit für Laien harmlos erscheinen mögen, führen sie unbehandelt oder bei Therapieresistenz meist zu schweren und zum Teil dauerhaften Störungen der kognitiven und körperlichen Entwicklung des Kindes.
Konzentrationsdefizite aufgrund der bestehenden epileptischen Überaktivität im Gehirn können zu Lernschwierigkeiten führen, bereits erworbene Fähigkeiten wie der lautsprachliche Ausdruck und das soziale Lächeln werden nicht selten wieder verlernt. Eine nachlassende Muskelspannung (Muskelhypotonie) schränkt die aktive Bewegungsfähigkeit ein. Häufig wird ein gestörtes Spielverhalten beobachtet, autistische Züge oder klassischer Autismus treten bei etwa 3 von 10 Kindern auf. Die Erhöhung der Wahrscheinlichkeit, Autismus zu entwickeln, ist insbesondere bei solchen Kindern gegeben, bei denen die Schläfenlappen im Gehirn aufgrund einer Tuberösen Sklerose verändert sind und das West-Syndrom vorliegt (vgl. Freitag, 2008; Bolton et al. 2002; Bolton/Griffiths, 1997).

## Diagnose
Kinder mit West-Syndrom fallen häufig bereits vor dem erstmaligen Auftreten der Anfälle durch eine nicht altersentsprechende psychomotorische Entwicklung auf.
Das West-Syndrom als Epilepsie mit generalisierten Anfällen fokal und multifokal gelagerter Entstehungsregion manifestiert sich mit einer sogenannten Hypsarrhythmie, die im Jahr 1952 erstmals von Gibbs und Gibbs beschrieben wurde: Diagnostische Relevanz hat das typische interiktale EEG, in dem sich die epileptische Aktivität in Form einer kontinuierlichen Folge unregelmäßig hoher, langsamer Deltawellen mit wechselnd (desynchron) auftretender Einstreuung von kurzdauernden Spitzenpotentialen (Spikes) und/oder steilen Abläufen (Sharp waves) zeigt. Dauer und Lokalisation (fokal/multifokal) sind dabei unsymmetrisch, Variationen sind die Regel: „Die Hypsarrhythmie tritt nie als rhythmisches und gut organisiertes Muster auf“ (Gibbs & Gibbs, 1952).
Auch das Bild einer sogenannten „modifizierten Hypsarrhythmie“ mit einzelnen beidseitig einheitlichen Entladungen ist beschrieben worden, sowie die Variante der „Hemihypsarrhythmie“, die auf eine einseitige Hirnschädigung zurückzuführen ist.
Zwischen den Anfällen und manchmal auch nur im Schlaf zeigt sich ein Bild langsamer Wellen und beidseits hoher Spitzen (Spikes).
Neben der Diagnose durch die Messung der elektrischen Aktivität im Gehirn des Kindes wird in der Regel empfohlen, im Rahmen einer Labordiagnostik eine Analyse des Blutes und des Urins vornehmen zu lassen, um das Vorliegen von Chromosomenbesonderheiten, Erbkrankheiten, Stoffwechselkrankheiten (z. B. Phenylketonurie) und Infektionskrankheiten zu überprüfen, um hier ggf. behandelnd eingreifen zu können und um die Ursache der epileptischen Anfälle zu klassifizieren oder einzugrenzen.
Die Überprüfung des Vorliegens einer hirnorganischen Besonderheit ist durch eine bildgebende Untersuchung des Gehirns möglich. Mögliche Verfahren sind:
- Ultraschall (bei Säuglingen machbar, da sich das knöcherne Schädeldach noch nicht geschlossen hat (Fontanelle))
- Magnetresonanztomografie (MRT): Überprüfung auf Hirnfehlbildungen, Hirnstamm-Atrophie, Verzögerung der Myelinisierung
- Positronenemissiontomographie (PET): Überprüfung auf kortikale Dysplasien bei lokalem Glukose-Hypometabolismus, Hypermetabolismus von Putamen und Pallidum
- Einzelphotonen-Emissionscomputertomographie (SPECT): Überprüfung auf lokale Durchblutungsstörungen
- Computertomographie (CT): Überprüfung auf Hirnfehlbildungen, Kalzifizierungen, Atrophien

Treten die Bewegungsmuster der Anfälle seitenbetont auf, lässt dies eine Hirnschädigung der entsprechenden Seite vermuten, der nachgegangen werden sollte. Häufig finden sich z. B. Erweiterungen der Hirnventrikel (Hirnwasserräume), narbenartige Verdichtungen, Verkalkungen oder knotige Besonderheiten des Hirngewebes, Besonderheiten der Hirnfurchung oder eine nicht altersentsprechende Hirnreifung.
Allgemeinmedizinisch orientierte Kinderärzte besitzen oft wenig Erfahrung mit dem im Vergleich zu anderen Epilepsien seltenen West-Syndrom und dessen Symptomatik, was zu Fehldiagnosen wie Moro-Reflex (Umklammerungs-Reflex), Bauchschmerzen (Koliken) oder Blähungen führen kann. Ein Kind mit der Verdachtsdiagnose West-Syndrom sollte daher auch von einem Kinderneurologen (Neuropädiater) untersucht werden. Bei Säuglingen und Kleinkindern mit unklaren Entwicklungsstörungen muss auch an das West-Syndrom und das Lennox-Gastaut-Syndrom gedacht werden.
Differentialdiagnostisch ist das West-Syndrom durch den Nachweis der charakteristischen Hypsarrhythmie abzugrenzen vom Lennox-Gastaut-Syndrom, vom Ohtahara-Syndrom, dem rhythmischen oder arhythmischen Schlaf- oder Wachmyoklonus, dem benignen (gutartigen) Myoklonus des Säuglingsalters, von der myoklonischen Frühenzehalopathie, von der benignen und von der malignen (bösartigen) myoklonischen Epilepsie des Säuglings- und Kleinkindalters sowie von Störungen, die von den Bewegungsabläufen her ein ähnliches Bild wie BNS-Krämpfe zeigen können.
In der ICD-10 wird bei der Diagnose des West-Syndroms der Code G40.4 (Sonstige generalisierte Epilepsie und epileptische Syndrome) angegeben.

## Therapie
Das West-Syndrom ist im Vergleich zu anderen Epilepsien schwer erfolgreich zu behandeln. Eine möglichst frühzeitige Diagnose und ein umgehender Behandlungsbeginn sind ausgesprochen wichtig, um die Chance zu erhöhen, Folgeschäden möglichst gering zu halten. Ein Therapieerfolg kann jedoch auch bei zeitiger Intervention nicht garantiert werden. Es ist noch nicht hinreichend erforscht, ob die Form der Behandlung Einfluss auf die Langzeitprognose nehmen kann. Die Prognose ist nach heutigem Wissensstand überwiegend bestimmt durch die Ursache der Anfälle und die Dauer des Bestehens der Hypsarrhythmie. Allgemein kann festgestellt werden, dass ein schlechtes Ansprechen auf die Therapie (und damit einhergehend die weiterhin bestehende epileptische Überaktivität im Gehirn) eine schlechte Prognose (mit)bedingt. Die Behandlung erfolgt stets individuell und richtet sich insbesondere nach der Ursache des West-Syndroms (ätiologische Klassifikation) und der Gehirnentwicklung (Zeitpunkt der Hirnschädigung).
Ist eine behandelbare hirnorganische Besonderheit Ursache der Anfälle, ist in einigen Fällen nach gründlicher Abwägung der Vor- und Nachteile eine operative Korrektur durch Epilepsie-Chirurgie möglich. Hierdurch können die Ursache und damit die Anfälle beseitigt werden. In den meisten Fällen des West-Syndroms basiert die Therapie jedoch auf der Gabe von Medikamenten.
Die höchste Evidenz bezüglich ihrer Wirksamkeit besitzen Therapien mit ACTH, oralen Corticosteroiden oder Vigabatrin, letzteres ist insbesondere bei Kindern mit tuberöser Sklerose Mittel der ersten Wahl. Auch die Kombination von Sultiam und Pyridoxin wird als weitere wirksame Therapieoption angesehen. Für anderen Medikamente (Benzodiazepine, Immunglobuline, Levetiracetam, Pyridoxin, Pyridoxalphosphat, Topiramat, Valproat, Zonisamid) und ketogene Diäten ist eine Wirksamkeit lediglich in offenen Studien oder Studien mit kleiner Fallzahl berichtet worden, aus denen sich gemäß Leitlinie keine allgemeinen Therapieempfehlungen ableiten lassen.
Im Allgemeinen wird versucht, zunächst mit möglichst gut verträglichen und mit wenig Nebenwirkungen einhergehenden Präparaten oder Dosierungen zu beginnen und die Medikation ggf. zu steigern bzw. zu verändern, wenn nach einem entsprechenden Kontrollzeitraum die Anfälle nicht weniger werden oder aufhören. Nicht selten zeigen sich insbesondere bei der Notfallmedikation paradoxe Reaktionen auf die Wirkstoffe (z. B. aufputschende Wirkung statt beruhigende), was manchmal sogar anfallsprovozierend sein kann. Eine Umstellung sollte dann in Betracht gezogen werden. Auch unabhängig davon sind mehrmalige Medikamentenumstellungen bei der Behandlung des West-Syndroms keine Seltenheit: Je nachdem wie sich die Anfälle entwickeln wird die Dosis angepasst oder das Medikament abgesetzt und auf ein anderes Präparat umgestellt. Je nach Zeitraum der Gabe wird ein Medikamentenwechsel durch Aus- und Einschleichen vorbereitet, um Umstellungsprobleme und Entzugserscheinungen möglichst zu vermeiden.
Die meisten konventionellen antikonvulsiven Medikamente sind beim West-Syndrom weitgehend wirkungslos. Medikamente, die zur Behandlung des West-Syndroms eingesetzt werden, sind z. B. (alphabetische Ordnung):
- β1-24-Corticotropin (Synacten®): Anfallsfrei werden nach kurzer bis mittellanger Therapie bis zu acht von zehn Kindern (offenbar deutlich geringere Wirksamkeit bei frühgeborenen Kindern, vermutlich aufgrund des Entwicklungsstandes des Gehirns bzw. der perivaskulären weißen Substanz). Die Rückfallquote liegt bei bis zu 65 %. Die Behandlung ist mit hohen Risiken durch mitunter massive Nebenwirkungen belastet, die von Dauer und Dosis abhängen (u. a. Leukozytose, Schwächung des Immunsystems, Hyperglykämie, Bluthochdruck, Erbrechen, Magenblutungen, Herzversagen, Cushing-Syndrom).
- Benzodiazepine
- Felbamat (Taloxa®): Oft eingesetzt beim ansonsten therapieresistenten West-Syndrom.
- Glukokortikoide (Nebennierenhormone): Dexamethason oder Prednisolon als Alternativmedikamente zu ACTH.
- Sultiam (Ospolot®)
- Topiramat (Topamax®)
- Valproat (Ergenyl®, Orfiril®): Anfallsfrei werden bis zu acht von zehn Kindern, die Rückfallquote liegt bei bis zu 30 %. Nebenwirkungen sind z. B. Anfallssteigerung, geringer oder übermäßiger Appetit, Müdigkeit, Bewusstseinsstörungen, Erbrechen, Haarausfall, seltener akutes Leberversagen oder akute Bauchspeicheldrüsenentzündung (gehäuft beim Vorliegen von Stoffwechselstörungen).
- Vigabatrin (Sabril®): Oft eingesetzt beim ansonsten therapieresistenten West-Syndrom und als Mittel der ersten Wahl häufig bei solchen Kindern, bei denen das West-Syndrom symptomatisch bei tuberöser Sklerose auftritt, weil es sich hier als besonders wirksam erwiesen hat.

Als Notfallmedikation bei häufigen BNS-Anfällen wird oft Chloralhydrat (Chloraldurat®), Diazepam, Lorazepam (Tavor®) oder Phenobarbital (Luminal®) verschrieben, um Cluster von mehreren Minuten Länge zu unterbrechen und einer neuen Anfallsserie vorzubeugen.
Zum Teil sind die Nebenwirkungen der Medikamente sehr belastend für den kindlichen Organismus, so dass die Kinder sich in einem Dämmerzustand befinden. Insbesondere bei Kombinationstherapien ist mit einem erhöhten Auftreten von Nebenwirkungen zu rechnen. Ebenso kann bei einigen Kindern eine überdurchschnittliche Nebenwirkungsanfälligkeit festgestellt werden. Auch bei der Medikamentenauswahl sind daher die Risiken durch mögliche Nebenwirkungen und Abhängigkeit mit den gesundheitlichen Risiken durch die Anfälle abzuwägen. Viele Medikamente machen vergleichsweise schnell abhängig, so dass bei Medikamentenumstellungen oder nach dem Absetzen eines entsprechenden Präparates behandlungsbedürftige Entzugserscheinungen auftreten können.
Da es häufig vorkommt, dass die äußeren Anzeichen der epileptischen Anfälle unter Medikamentengabe abnehmen und es zu einer Besserung des klinischen Bildes kommt während das typische Muster im EEG weiterhin besteht, erfolgt die Kontrolle und Dokumentation des Behandlungs- und Entwicklungsverlaufs insbesondere durch regelmäßige Überprüfung des EEG-Bildes und bei medikamentöser Einstellung durch Blutuntersuchungen zur Überwachung des Medikamentenspiegels. Darüber hinaus ist zur Einschätzung von u. a. möglichen Nebenwirkungen von Medikamenten die sorgfältige Beobachtung des klinischen Bildes sehr wichtig. Je nachdem, welche Nebenwirkungen erwartet werden können, ist der klinischen Überwachung des Kindes mitunter größere Bedeutung beizumessen als z. B. den Laborbefunden. Hier können die Eltern als die in der Regel engsten Bezugspersonen des Kindes einen entscheidenden Beitrag leisten.
Ist das West-Syndrom bei einem Kind nach einer individuell angemessenen Anzahl und Dauer medikamentöser Behandlungsversuche als pharmakoresistent einzustufen, kann die Anwendung einer konsequent und längerfristig durchzuführenden ketogenen Diät überlegt werden. Studien belegen bei unterschiedlichen Formen auch pharmakoresistenter Epilepsie insbesondere im Kindesalter gute Erfolge: Von 100 behandelten Personen werden schätzungsweise 10 anfallsfrei, bei 15 ist eine über 90%ige Anfallsreduktion zu beobachten und bei 25 verringert sich die Anfallshäufigkeit um 50 %. In Einzelfällen ist von einer Verschlechterung der Epilepsie durch die ketogene Diät berichtet worden. Um Fehlernährung und Nebenwirkungen durch die Ernährungsumstellung möglichst zu vermeiden, sollte die Diät vor allem in der Anfangszeit durch einen Ernährungsberater begleitet und ärztlich überwacht werden.
Um einer Verzögerung der körperlichen und kognitiven Entwicklung des Kindes entgegenzuwirken und Entwicklungsrückschritten und -stillständen möglichst vorzubeugen, können medizinisch-pädagogische Förderbehandlungen wie z. B. Frühförderung, Motopädie, Physiotherapie, Ergotherapie und Logopädie durchgeführt werden. Eine individuelle, intensive und kontinuierliche Betreuung ist hierbei wichtig. Die Beobachtung des Behandlungsverlaufs durch den Neurologen (z. B. durch regelmäßige Berichte der Therapeuten) kann mit hilfreich sein, um die Wirksamkeit der insbesondere medikamentösen Intervention einzuschätzen. Ebenso kann es den Therapeuten helfen, regelmäßig aktuelle Informationen über den Verlauf der Epilepsiebehandlung zu bekommen, beispielsweise zur gezielten Beobachtung und Einschätzung von Verhaltensweisen bei Medikamentenumstellungen.
Insbesondere Eltern von Kindern, deren West-Syndrom sich nur schlecht einstellen lässt, sind durch diese Situation häufig körperlich (z. B. erhöhter Pflegeaufwand, Schlafdefizit durch nächtliche Anfälle) und psychisch (z. B. ungewisse Perspektiven der Kindesentwicklung) sehr belastet. Eine Hilfe kann hier der Kontakt zu einer Selbsthilfegruppe sein, sowie das Angebot professioneller Beratung zu Fragen der Alltagsbewältigung sowie praktischer Beistand, z. B. beim Umgang mit und der Bewertung von medizinischen Informationen und bei der Aufklärung des sozialen Umfeldes über die Epilepsie des Kindes und deren Folgen.

## Verlauf und Prognose
Allgemeine Verlaufs- und Entwicklungsprognosen sind aufgrund der angesprochenen Variabilität der Ursachen und der Ausprägung der Symptomatik nicht pauschal möglich. Es muss stets der Einzelfall betrachtet werden.
Bei Kindern mit kryptogenem West-Syndrom, bei denen keine Ursache nachweisbar ist, sind die Prognosen meist günstiger als bei solchen mit der idiopathischen und symptomatischen Form: Sie zeigen seltener bereits vor dem Auftreten der Anfälle Entwicklungsstörungen und neurologische Auffälligkeiten, die Anfälle lassen sich oft schneller und effektiver medikamentös behandeln, die Rückfallrate ist niedriger. Die Kinder entwickeln im Anschluss an das West-Syndrom seltener andere Formen der Epilepsie und bei durchschnittlich etwa zwei von fünf Kindern zeigt sich im weiteren Verlauf eine altersgerechte Entwicklung und eine übliche Intelligenz.
Ansonsten ist die Behandlung des West-Syndroms jedoch vergleichsweise schwierig und der Therapieerfolg oftmals unbefriedigend, sodass davon ausgegangen werden muss, dass Kinder mit symptomatischem und idiopathischem West-Syndrom eine eher ungünstige Prognose haben (insbesondere bei Therapieresistenzen).
Statistisch gesehen überleben 5 von 100 Kindern mit West-Syndrom die ersten fünf Jahre ihres Lebens nicht (teils durch die ätiologische Ursache des Syndroms, teils durch medikamentenbedingte Mortalität). Nur bei weniger als der Hälfte der Kinder gelingt die Herstellung von Anfallsfreiheit durch medikamentöse Behandlung. Statistisch gesehen können etwa drei von zehn Kindern befriedigend behandelt werden, wobei sich durchschnittlich lediglich eines von 25 Kindern kognitiv und motorisch weitgehend regelgerecht entwickelt.
Ein großer Teil (etwa 70 bis 90 %) der Kinder ist auch nach erfolgreicher Behandlung der Anfälle körperlich und kognitiv deutlich beeinträchtigt. Dies ist meist jedoch nicht in erster Linie auf die epileptischen Anfälle, sondern auf deren Ursache (hirnorganische Besonderheit bzw. dessen Lokalisation und Schweregrad) zurückzuführen, wobei durch schwere und häufige Anfälle das Gehirn (zusätzlich) Schaden nehmen kann.
Bleibende Schädigungen, die in der Literatur mit dem West-Syndrom in Zusammenhang gebracht werden, sind neben kognitiver Behinderung, Lernstörungen und Problemverhalten eine Cerebralparese (bei bis zu 5 von 10 Kindern), psychische Störungen, häufig Autismus (bei etwa 3 von 10 Kindern). Auch hier muss jedoch stets die individuelle Ätiologie des West-Syndroms in die Erörterung des jeweiligen Ursache-Wirkung-Komplexes einbezogen werden.
Bis zu 6 von 10 Kindern mit West-Syndrom bekommen im Laufe ihres Lebens eine Nachfolgeepilepsie mit Symptomveränderungen. Im Alter von 2 bis 5 Jahren nehmen die Myoklonien deutlich ab und andere Anfallsformen überwiegen das Erscheinungsbild (Grand-mal-Anfälle, myoklonisch-astatische Anfälle, später evtl. komplexe Partialanfälle). Etwa die Hälfte der Kinder bekommt das Lennox-Gastaut-Syndrom.

## West-Syndrom bei Säuglingen mit Down-Syndrom
Bei durchschnittlich 1 bis 5 von 100 Kindern mit Down-Syndrom (Trisomie 21) tritt im Säuglingsalter das West-Syndrom auf. Während diese Epilepsieform bei den meisten Kindern ohne die dem Syndrom zugrundeliegende Trisomie vergleichsweise schwer erfolgreich zu behandeln ist, kann bei Kindern mit Down-Syndrom vielfach ein deutlich milderer Verlauf und eine bessere Ansprechbarkeit auf Medikamente beobachtet werden: Bei ihnen besteht häufig „die Besonderheit … also darin, dass es sich um eine relativ gutartige Form einer sonst schweren Epilepsie handelt“. EEG-Aufzeichnungen zeigen bei ihnen häufig mehr Symmetrie und weniger Auffälligkeiten und obgleich nicht alle Kinder durch medizinische Behandlung Anfallsfreiheit erlangen, entwickeln Kinder mit Down-Syndrom im Anschluss an das West-Syndrom seltener das Lennox-Gastaut-Syndrom oder andere Formen von Epilepsie als Kinder ohne zusätzliches Erbmaterial des 21. Chromosoms. Warum die Behandlung des West-Syndroms bei Kindern mit Trisomie 21 oft günstiger verläuft, ist nicht bekannt. Lassen sich jedoch bei Kindern mit Down-Syndrom die BNS-Krämpfe oder myoklonische Anfälle nur schwer oder gar nicht einstellen, besteht für sie das Risiko, eine Störung aus dem Autismus-Spektrum zu entwickeln.

## West-Syndrom bei Säuglingen mit anderen Syndromen
Neben Kindern mit Down-Syndrom (Trisomie 21) haben auch Kinder mit Bloch-Sulzberger-Syndrom, Bourneville-Pringle-Syndrom, Foix-Chavany-Marie-Syndrom, Sturge-Weber-Syndrom und Pätau-Syndrom (Trisomie 13) ein überdurchschnittlich hohes Risiko, das West-Syndrom zu entwickeln.

## Geschichte
Das West-Syndrom wurde im Jahr 1960 nach dem englischen Arzt und Chirurgen William James West (1793–1848) benannt, der in Tonbridge (Grafschaft Kent) lebte. Er beobachtete diese besondere Form der Epilepsie im Jahre 1841 bei seinem eigenen, damals etwa vier Monate alten Sohn James Edwin (13. Februar 1840–1860). West schickte einen Leserbrief an die medizinische Fachzeitschrift The Lancet und beschrieb seine Beobachtung, die auch veröffentlicht wurde und als erste medizinische Abhandlung einer Epilepsieform gilt. West bezeichnete die Krämpfe damals als Salaam-Tic und hob besonders die auffällige psychomotorische Verlangsamung seines Sohnes hervor. Er vermutete einen Zusammenhang zwischen den Anfällen und einer Reizung des Nervensystems durch das Zahnen (“… it depended on some irritation of the nervous system from teething …”). West nahm Kontakt mit anderen zum Teil sehr renommierten Ärzten auf, die ihrerseits insgesamt sechs weitere Kinder mit gleichem Anfallsbild in Behandlung hatten. Sie hielten ebenfalls einen Zusammenhang mit dem Durchbruch der Zähne für möglich oder allgemein eine Erkrankung des Gehirns.
Beim Versuch, James Edwin von den Anfällen zu therapieren, setzte sein Vater dem Wissen seiner Zeit entsprechend unter anderem Kälteanwendungen auf dem Kopf, warme Bäder, Blutegel, Opium, Mohnsirup, Rizinusöl und das Einschneiden des Zahnfleisches (zur vermeintlichen Erleichterung des Zahnens) ein. Die Anfälle verringerten sich jedoch nicht, auch nicht nachdem die Zähne durchgebrochen waren. James Edwins Epilepsie erwies sich als therapieresistent und auch die Zahndurchbruch-Theorie war letztlich hinfällig.
Der Junge holte die begleitenden Entwicklungsdefizite nur bedingt auf und wurde nach dem Tod seines Vaters mit sieben Jahren in einer Einrichtung für Menschen mit Behinderung untergebracht. Der weitere Krankheitsverlauf bis zum Alter von acht Jahren wurde, ebenfalls nach dem Tode William James Wests, von William Newnham anhand der Aufzeichnungen der Mutter des Patienten publiziert.
James Edwin West, der wahrscheinlich erste namentlich bekannte Patient mit BNS-Epilepsie, starb am 26. September 1860 im Alter von 20 Jahren im Earlswood Asyl im Beisein des Heimleiters John Langdon Down an Tuberkulose.